# Sire Records
La Sire Records Company è una etichetta discografica statunitense, di proprietà della Warner Music Group e distribuita dalla Warner Bros. Records.

## Storia

### Gli inizi
L'etichetta venne fondata nel 1966 con il nome di Sire Productions da Seymour Stein e Richard Gottehrer. Le loro prime produzioni vennero pubblicate nel 1968 e distribuite dalla London Records. Successivamente la distribuzione passò alla Polydor Records dal 1970 al 1971, e in questo periodo venne creato il logo dell'etichetta. Tra il 1972 ed il 1974 la distribuzione passò alla Famous Music.

### Acquisizione dalla Warner
Verso la fine degli anni settanta, la Sire si trasformò in etichetta indipendente e mise sotto contratto diversi artisti e gruppi punk rock e new wave, tra i quali Ramones, Dead Boys e i Talking Heads. Dopo un breve periodo di distribuzione da parte della ABC Records, la Sire venne acquistata dalla Warner Bros. Records nel 1978. Durante gli anni ottanta l'etichetta iniziò a farsi conoscere nell'ambiente, lanciando le carriere di artisti come Madonna e Ice T, che firmarono con la Sire rispettivamente nel 1982 e nel 1986, come anche i Depeche Mode e i The Cure. Negli anni novanta la Sire conquistò il mercato commerciale mettendo sotto contratto artisti noti come Seal, K.D. Lang e Alanis Morissette.
Nel 1995 la Sire lascia la Warner Bros. per operare sotto la Elektra Records, casa discografica della quale Stein era nel frattempo diventato presidente. Successivamente la Sire abbandonò anche la Elektra, ma rimase sempre all'interno del Warner Music Group. Nel 2000 la Sire Records e la divisione statunitense della London Records vennero fuse per diventare London-Sire Records (sempre parte del Warner Music Group). La fusione durò però solo fino al 2003, anno nel quale il sodalizio venne sciolto, e la Sire Records ritornò ad essere chiamata semplicemente con il suo nome originario, e fece ritorno all'interno del gruppo Warner Bros. Records.